# Іщук Володимир Степанович
Володи́мир Степа́нович Іщу́к (14 серпня, 1984, Бубнів, Волинська область — 26 серпня, 2014, Іловайськ, Донецька область) — український вояк, рядовий роти патрульної служби міліції особливого призначення «Світязь» УМВС України в Волинській області, учасник війни на сході України. Загинув у боях за Іловайськ.

## Життєпис
Народився 1984 року в селі Бубнів (Локачинський район, Волинська область). Мама сама виховувала трьох дітей — чоловік загинув у віці 35 років. Після закінчення загальноосвітньої школи в селі Підгайці з 2002 по 2004 рік служив у Збройних силах України.
Міліціонер, проживав з родиною в селі Підгайці. Коли були події на Майдані, хлопці біля Луцька блокпости виставляли — він стояв там. Коли був штурм прокуратури, брав у ньому участь; потім вони їздили на навчання в Сокиричі.
У серпні 2014 зголосився добровольцем. У переддень всіх обдзвонив, переговорив. Загинув 26 серпня в час ворожого артилерійського обстрілу міста: в Іловайську добровольці перебували тиждень в оточенні та під постійними обстрілами утримували позиції. Зазнав важких поранень, вчасно евакуювати не було змоги, помер від поранень. Першим на їхньому блокпосту зазнав поранення Святослав Романюк; коли Володимира поранила — в підвал його забирав Михайло Білецький.
Вдома залишилися дружина Наталія, син Станіслав 2011 р.н. та донька Ганя 2014 р.н., мама та сестра Валентина. Похований 2 вересня 2014 року в селі Підгайці Луцького району.
Його прадід Матвій Данилюк був учасником Бою під Крутами.

## Нагороди та вшанування
- Орден «За мужність» III ступеня (29 вересня 2014, посмертно) — за особисту мужність і героїзм, виявлені у захисті державного суверенітету та територіальної цілісності України, вірність військовій присязі.
- Його портрет розміщений на меморіалі «Стіна пам'яті полеглих за Україну» у Києві: секція 3, ряд 3, місце 19
- Вшановується 26 серпня на щоденному ранковому церемоніалі вшанування українських захисників, які загинули цього дня в різні роки внаслідок російської збройної агресії[2]
- Почесний громадянин Волині (посмертно; рішення Волинської обласної ради від 10.12.2020 № 2/21)
- «Іловайський Хрест» (посмертно)